# فرودگاه دلوراین
فرودگاه دلوراین (به انگلیسی: Deloraine Airport) یک فرودگاه همگانی است که یک باند فرود آسفالت دارد و طول باند آن ۱۲۱۳ متر است. این فرودگاه در کشور کانادا قرار دارد و در ارتفاع ۵۱۳ متری از سطح دریا واقع شده‌است.